# Peristethium nitidum
Peristethium nitidum är en tvåhjärtbladig växtart som först beskrevs av Kuijt, och fick sitt nu gällande namn av Kuijt. Peristethium nitidum ingår i släktet Peristethium och familjen Loranthaceae. Inga underarter finns listade i Catalogue of Life.